# NGC 5244
NGC 5244 في الفهرس العام الجديد، هي مجرة، تقع في كوكبة . اكتشفت .

## روابط خارجية
- NGC 5244 على موقع ويكي سكاي: DSS2, SDSS, GALEX, IRAS, Hydrogen α, X-Ray, Astrophoto, Sky Map, Articles and images